# Mainà collblanc septentrional
El mainà collblanc septentrional (Streptocitta albicollis torquata; syn: Streptocitta torquata) és un tàxon d'ocell de la família dels estúrnids (Sturnidae), endèmic dels boscos del nord i l'est de l'illa de les Cèlebes. Els seus hàbitats són els pantans, matollars i boscos tropicals i subtropicals de frondoses humits de les terres baixes, les plantacions i els boscos molt degradats. El seu estat de conservació es considera de risc mínim.

## Taxonomia
Segons el Handook of the Birds of the World i la quarta versió de la BirdLife International Checklist of the birds of the world (Desembre 2019), aquest tàxon tindria la categoria d'espècie. Tanmateix, altres obres taxonòmiques, com la llista mundial d'ocells del Congrés Ornitològic Internacional (versió 10.1, gener 2020), el consideren encara una subespècie del mainà collblanc (Streptocitta albicollis torquata).
El Mainà collblanc septentrional es destaca per tenir el bec totalment negre, a diferència del mainà collblanc meridional, que té la punta del bec de color pàl·lid.